# Plac Pocztowy w Kijowie

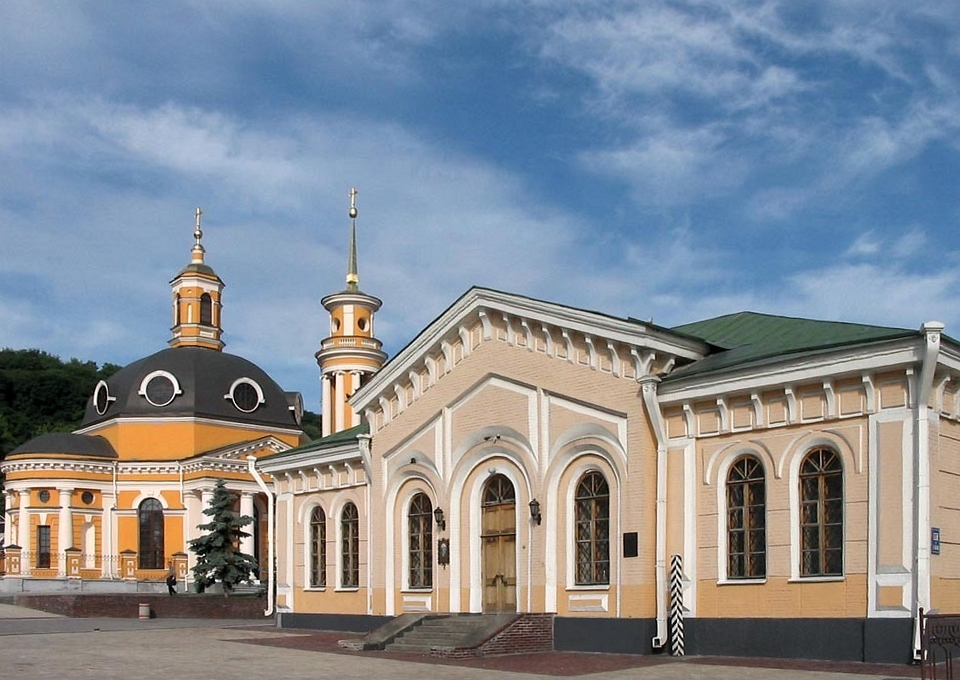
Plac Pocztowy

Plac Pocztowy (ukr. Поштова площа) – plac w Kijowie, stolicy Ukrainy, jest jednym z najstarszych placów zabytkowego miasta. Znaleziska archeologiczne datuje się na IV wiek.
Plac przecina kilka zabytkowych ulic takich jak Wołodymyrśkyj uzwiz, Borycziw uzwiz i Petra Sahajdacznego. Znajduje się nad brzegiem rzeki Dniepr obok kijowskiego portu rzecznego.
Plac jest obsługiwany przez metro (stacja Posztowa Ploszcza), kolejkę, tramwaje i autobusy.